# دیوید زومر
دیوید زومر (انگلیسی: Davide Zomer؛ زادهٔ ۲۱ اکتبر ۱۹۷۷) بازیکن فوتبال اهل ایتالیا است.
از باشگاه‌هایی که در آن بازی کرده‌است می‌توان به باشگاه فوتبال هلاس ورونا، باشگاه فوتبال آسکولی، باشگاه فوتبال آنکونا، باشگاه فوتبال روبور سیه‌نا، و باشگاه فوتبال آ. ث. لومتزانه اشاره کرد.